# Crotalaria lachnophora
Crotalaria lachnophora är en ärtväxtart som beskrevs av Achille Richard. Crotalaria lachnophora ingår i släktet sunnhampor, och familjen ärtväxter. Inga underarter finns listade i Catalogue of Life.